# Ретешть (Сату-Маре)
Ретешть, Ретешті (рум. Rătești) — село у повіті Сату-Маре в Румунії. Входить до складу комуни Белтіуг.
Село розташоване на відстані 428 км на північний захід від Бухареста, 23 км на південь від Сату-Маре, 104 км на північний захід від Клуж-Напоки.

## Населення
За даними перепису населення 2002 року у селі проживали 689 осіб.
Національний склад населення села:
| Національність | Кількість осіб | Відсоток |
| -------------- | -------------- | -------- |
| румуни         | 301            | 43,7%    |
| цигани         | 208            | 30,2%    |
| німці          | 123            | 17,9%    |
| угорці         | 47             | 6,8%     |
| українці       | 10             | 1,5%     |

Рідною мовою назвали:
| Мова       | Кількість осіб | Відсоток |
| ---------- | -------------- | -------- |
| румунська  | 335            | 48,6%    |
| угорська   | 287            | 41,7%    |
| німецька   | 61             | 8,9%     |
| українська | 6              | 0,9%     |